# 제4차 고구려-수 전쟁
제4차 고구려-수 전쟁(第四次高句麗-隋戰爭)은 614년 수 양제가 고구려를 공격해 일어난 전쟁이다. 내호아의 수군이 요동반도 최남단의 비사성을 함락시키고 고구려 내륙으로의 진격을 시도했다. 이에 오랜 전쟁으로 피폐해진 고구려는 3차 전쟁 때 고구려에 항복했던 곡사정을 양제에게 넘겨주면서 형식적으로 항복했고, 국내에서 이밀, 두건덕 등 군벌들이 할거하기 시작해 더 이상 고구려를 칠 여력이 없어진 수나라도 이 항복을 받아들였다.
내호아는 평양성으로의 진격을 주장했으나 육군의 호응이 없어 철수했고, 곡사정은 수나라로 끌려가서 처형되었다. 그리고 고구려와의 오랜 전쟁으로 국정이 파탄난 수나라는 5년 뒤인 619년 멸망한다.

## 배경
수 양제는 양현감의 난은 진압했으나 국내의 혼란을 더욱 거세어졌다. 수나라는 도적이 들끓고, 지방에서는 통제력이 약해진 중앙 정부에 반기를 드는 세력이 늘어났으며 국가의 소집이나 징수에 불응하는 자가 많았다. 그럼에도 불구하고 수 양제는 다시 고구려 정벌을 시도하게 된다.
614년 영양왕(?陽王) 25년 봄 2월 황제가 모든 신하들에게 조서를 내려 고구려를 정벌할 일을 의론하게 하였는데, 여러 날 동안 감히 말하는 자가 없었다. 조서를 내려 천하의 군사를 다시 징발하여 여러 길로 함께 진군하게 하였다. 한편 수나라군은 내호아가 이끄는 수군(水軍)을 통해 비사성(卑沙城)을 비사성을 여러 겹으로 포위하고 공격했으나 고구려군이 유일한 통로인 서문(西門)을 봉쇄하여 항전하자 함락시키지 못하고 있었다.

## 비사성의 함락과 휴전 협정
가을 7월, 수 양제는 직접 회원진에 행차하였다. 이때 수나라는 이미 어지러워져서 징발된 군사들이 기일을 어기고 도달하지 못한 자가 많았으며, 고구려도 역시 지쳐 있었다. 내호아가 이끄는 수군은 우리 군사가 맞아 싸웠으나, 마침내 비사성을 함락시키고 이제 고구려의 수도 평양성으로 향하려고 하였다. 이미 고구려 또한 계속되는 전쟁에 피폐하고 지쳐있었다. 이에 고구려의 총사령관 건무는 이 소식을 듣고 완병술을 쓰려 했다. 우선 영양왕은 사신을 보내 항복을 청하고, 그에 따라 계략을 세워 고구려에 투항해 있던 곡사정을 수나라로 돌려 보냈다. 수 양제가 크게 기뻐하고 절부를 가진 사신을 보내 내호아를 소환하였다.
8월에 수 양제가 회원진으로부터 수나라 군대를 돌이켜 철수를 시작하였다. 하지만 겨울 10월, 수 양제이 서경에 돌아가서 고구려 사신과 곡사정에 대한 일을 태묘에 고하고, 또한 고구려에 영양왕이 직접 수 나라 조정에 들어와 예방하라고 하였지만 고구려 영양왕이 끝내 듣지 않았다. 오히려 고구려는 조의 가운데 일인(一仁)이라는 자가 있어 자원하여 따라가기를 청한 끝에 함께 표를 수 양제에게 바쳤다. 수 양제가 배에서 표를 손에 들고 읽는데 절반도 채 읽기 전에 갑자기 소매 속에서 작은 활을 꺼내 쏘아 그의 뇌를 맞혔다. 
수 양제는 놀라 자빠지고 실신했다. 우상 양명은 서둘러 양광을 업게 하여 작은 배로 갈아타고 후퇴하여 회원진에 명을 내려 병력을 철수시키도록 하였다. 양광은 좌우에 말하여 가로대 '내가 천하의 주인이 되어 몸소 작은 나라를 쳐도 승리하지 못하니 이는 만세의 웃음거리가 아니겠는가?'라고 했다. 양명 등은 얼굴색이 검게 변하여 대답 못하고 말았다. 이에 분노한 수 양제가 장수들에게 엄밀하게 대비할 것을 명하고, 다시 공격할 것을 기도하였으나 결국 실행에 옮기지 못하였다.

## 같이 보기
- 수 양제
- 영양왕
- 고건무